# Titus Livius

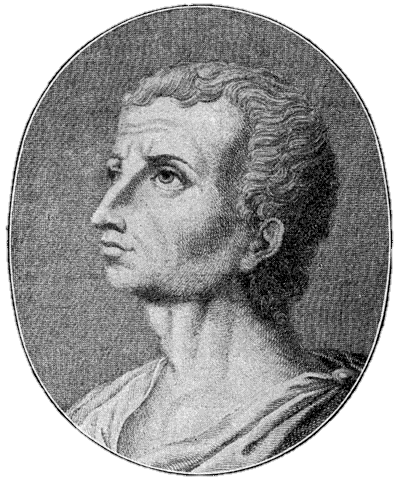
Titus Livius, một bức tranh phác thảo của thế kỉ 20

Titus Livius (hay Livy trong tiếng Anh; 59 TCN – 17 CN) là một sử gia người La Mã, ông đã viết về lịch sử của Roma, trong cuốn Ab Urbe Condita, từ giai đoạn hình thành đến triều đại Augustus trong thời đại của chính ông.